# Ivan Quaranta
Ivan Quaranta es un ciclista italiano, nacido el 14 de diciembre de 1974 en Crema. 

## Biografía
Fue un sprinter ya que la mayoría de sus victorias fueron en llegadas masivas de carreras por etapas. Ganó seis etapas del Giro de Italia entre 1999 y 2001. Siempre estuvo en filas de equipos italianos modestos, por lo que disputó mayoritariamente carreras italianas. El único equipo de gran nombre en el que estuvo fue el Saeco, sin embargo ese año fue decepcionante para Ivan.
También fue un corredor de pista ya que ganó tres veces los Seis Días de Turín y fue campeón de Italia de velocidad por equipos en 2007.

## Palmarés
| 1998 - 1 etapa del Tour de Normandía - 1 etapa del Tour de Olympia - 2 etapas de la Vuelta a Serbia 1999 - 1 etapa de los Tres Días de La Panne - 2 etapas del Giro de Italia - 1 etapa del Giro de los Abruzzos 2000 - 3 etapas del Tour de Langkawi - 1 etapa de la Semana Lombarda - 2 etapas del Giro de Italia 2001 - 1 etapa del Tour de Langkawi - 1 etapa de la Settimana Coppi e Bartali - 2 etapas del Giro de Italia - 1 etapa de la Vuelta a los Países Bajos | 2002 - 1 etapa del Tour de Catar - 1 etapa de la Vuelta a Suecia - 1 etapa del Regio-Tour - Dwars door Gendringen 2003 - 1 etapa del Tour de Catar - 1 etapa de la Settimana Coppi e Bartali - 1 etapa de la Vuelta a Alemania - 1 etapa del Brixia Tour 2004 - 1 etapa del Tour de Langkawi - 1 etapa de la Semana Lombarda 2007 - 1 etapa de la Semana Lombarda |

## Resultados en las grandes vueltas
| Carrera         | 1996 | 1997 | 1998 | 1999 | 2000 | 2001  | 2002 | 2003 | 2004 | 2005 | 2006 | 2007 | 2008 |
| --------------- | ---- | ---- | ---- | ---- | ---- | ----- | ---- | ---- | ---- | ---- | ---- | ---- | ---- |
| Giro de Italia  | -    | -    | -    | Ab.  | Ab.  | 129.º | Ab.  | -    | Ab.  | Ab.  | -    | -    | -    |
| Tour de Francia | -    | -    | -    | -    | -    | -     | -    | -    | -    | -    | -    | -    | -    |
| Vuelta a España | -    | -    | -    | -    | -    | -     | Ab.  | Ab.  | -    | -    | -    | -    | -    |